# Sergei Leonidowitsch Mandelstam
Sergei Leonidowitsch Mandelstam (russisch Серге́й Леони́дович Мандельшта́м; * 22. Februar 1910 in Odessa; † 26. November 1990 in Moskau) war ein sowjetischer Physiker. Er war Gründer und erster Direktor des Instituts für Spektroskopie der Akademie der Wissenschaften der UdSSR.
Er war der Sohn des bekannten Physikers Leonid Isaakowitsch Mandelstam. Er studierte an der Lomonossow-Universität mit dem Abschluss 1931 und arbeitete dann am Physik-Institut der Lomonossow-Universität. 1935 wurde er Laborleiter am Institut für Physik der Akademie der Wissenschaften der UdSSR. 1944 bis 1947 war er Professor am Institut für Stahl in Moskau und ab 1957 Leiter der Abteilung Quantenoptik des Instituts für Physik und Technologie in Moskau. 1968 wurde er Direktor des Instituts für Spektroskopie.
Er befasste sich mit Atomspektroskopie und Anwendungen in extraterrestrischer Astronomie. Zum Beispiel untersuchte er das Spektrum hochangeregter Ionen im Labor und in Sonneneruptionen. Er war einer der ersten, der so die Temperatur in Blitzen maß, und er entwickelte eine hydrodynamische Theorie von Blitzentladungen. Außerdem befasste er sich mit industriellen Anwendungen der Spektralanalyse und studierte das Röntgenspektrum der Sonne und deren Röntgenausbrüchen. In diesem Zusammenhang war er wissenschaftlicher Leiter der Interkosmos 1 Mission 1969 – der Satellit stürzte aber nach wenigen Wochen ab.
1966 wurde er Mitglied der Leopoldina. Seit 1979 war er korrespondierendes Mitglied der Akademie der Wissenschaften der UdSSR. Er erhielt neben anderen Auszeichnungen den Orden des Roten Banners der Arbeit, den Stalinpreis und den Staatspreis der UdSSR.
Sein Grab befindet sich auf dem Nowodewitschi-Friedhof in Moskau.